# Antoine Rebetez
Antoine Rebetez   (1897 - Les Genevez, 28 de gener de 1980) va ser un gimnasta artístic suís que va competir durant la dècada de 1920.
El 1924 va prendre part en els Jocs Olímpics de París, on disputà les nou proves del programa de gimnàstica. Guanyà la medalla de bronze en les competicions del concurs complet per equips i del cavall amb arcs. Fou quart en la de barra fixa, mentre en les altres sis proves aconseguí uns resultats més discrets.